# Phenix Works
L'usine Phenix Works est une aciérie située à Flémalle-Haute dans la province de Liège en Belgique. L'entreprise a été fondée en 1905 par Paul Borgnet et fait partie de la SA Phenix Work en 1911. Les usines sont spécialisées dans les aciers revêtus, tels que les aciers galvanisés, le fer-blanc, etc.
Acquises par Cockerill-Ougrée-Providence en 1969, puis absorbées par son successeur Cockerill-Sambre (1989), les usines font partie depuis 2016 d'ArcelorMittal Liège, filiale belge d'ArcelorMittal.

## Histoire
La société Phenix Works a été fondée vers 1910-1911 par la fusion de l'usine de Paul Borgnet à Flémalle-Haute et de l'usine Phenix à Roux. L'usine à Flemalle a été fondée vers 1905 par Paul Borgnet (1863-1944) sur un terrain de plus de 16 hectares.
Spécialisée dans la fabrication de tôles ondulées galvanisées pour toiture, l'entreprise emploie en 1930 environ 3000 personnes. Au fil des ans, les usines s'agrandissent à Ivoz-Ramet et des installations pour le laminage à froid de l'acier furent ajoutées vers 1950 ainsi que des équipements de galvanisation et de laminage de l'aluminium en 1961.
En 1969, Phenix Works fait partie du groupe Cockerill-Ougrée-Providence (COP).
En 1981, la société a créé Galvalange SARL à Dudelange, Luxembourg, en joint venture avec ARBED. L'usine a fabriqué des bobines d'acier galvanisé à chaud ou revêtu d'aluminium/zinc (Aluzinc).
En 1989, l'entreprise a été entièrement absorbée par Cockerill-Sambre.
En 2004, Corus, successeur de Koninklijke Hoogovens, est devenu l'unique propriétaire de l'entreprise commune SEGAL.
La maison mère a fait l'objet d'une série de fusions qui ont fait partie de Cockerill-Sambre (1980), Usinor (1999), Arcelor (2002) et ArcelorMittal (2008).